# Station internationale de géobotanique méditerranéenne et alpine de Montpellier
Station internationale de géobotanique méditerranéenne et alpine (= ”International station for mediterran og alpin plantegeografi”), ofte forkortet SIGMA, er et videnskabeligt selskab, som helliger sig biologien i Middelhavsregionen.
Selskabet blev oprettet i Montpellier i 1930.

## Formål og missioner
Siden dets dannelse har selskabets vigtigste formål været studiet af plantegeografien i Middelhavsegnene, heri også medregnet de tilgrænsende bjergegne. Adskilllige arbejder, der drejer sig om dette emne, er allerede færdiggjort med støtte fra den grundlæggende station og endnu flere er på vej. Stationen følger en tradition, som er indført i Montpellier, hvor man i særlig grad begunstiger indsatser i retning af kartografiske fremstillinger af floraen og vegetationen.
Stationen har i øvrigt til hensigt at opsamle og informere om alle spørgsmål, der vedrører Middelhavsområdets og Alpernes vegetation (afdækning af nøgleplanter, plantegeografisk bibliografi, plantesociologiske og økologiske oplysninger osv.).

## Eksterne links
- Christian Lahondère: Initiation à la phytosociologie sigmatiste Arkiveret 3. marts 2016 hos  Wayback Machine, 1997, ISSN 0154-9898 - den vegetationssociologiske metodik, der bruges hos SIGMA, på (fransk)